# Полуденка (приток Выи)
Полуденка — река в России, протекает в Свердловской области. Устье реки находится в 13 км по правому берегу реки Выя, в Верхне-Выйском водохранилище. Длина реки составляет 13 км. Левый приток — Шумиха. Возле устья на правом берегу расположена база отдыха «Динамо».

## Данные водного реестра
По данным государственного водного реестра России, Полуденка относится к Иртышскому бассейновому округу, водохозяйственный участок реки — Тагил от истока (Весёлые горы) до города Нижнего Тагила, без реки Чёрной, речной подбассейн реки — Тобол. Речной бассейн реки — Иртыш.
Код объекта в государственном водном реестре — 14010501412111200005300.